# KAN
Pour les articles homonymes, voir Kan (homonymie).
KAN, nom de scène de Kan Kimura (木村和, Kimura Kan), né le 24 septembre 1962, et mort le 12 novembre 2023, est un auteur-compositeur-interprète, également animateur de radio et de télévision japonais. Depuis 1987, il a sorti sous son nom une trentaine de singles (dont le tube Ai wa Katsu en 1990) et une vingtaine d'albums, et anime en parallèle diverses émissions de radio et télévision, dont KAN no Rock Bonsoir (KANのロックボンソワ) à la radio depuis 2004. Il écrit et compose également pour d'autres artistes. Depuis 2006, il est signé sur le label zetima et est représenté par l'agence d'artiste Up-Front Agency ; il écrit des chansons pour d'autres artistes d'Up-Front, notamment Erina Mano. 